# Gail Zappa
Gail Zappa (* 1. Januar 1945 in Philadelphia, Pennsylvania als Adelaide Gail Sloatman; † 7. Oktober 2015 in Los Angeles, Kalifornien) war eine US-amerikanische Unternehmerin. Die Geschäfte ihres Ehemanns Frank Zappa führte sie ab 1984 bis zu dessen Tod im Jahr 1993. Bis wenige Monate vor ihrem Tod verwaltete sie seinen umfangreichen Nachlass.

## Leben
Gail Zappa stammte aus einem streng katholischen Elternhaus. Die Vorfahren ihres Vaters waren dänischer Abstammung, mütterlicherseits stammten ihre Vorfahren aus Madeira. Sie hatte drei Geschwister: zwei Brüder und eine Schwester. Ihr Vater war als Nuklearphysiker für die US-Marine tätig. Das führte dazu, dass sie als Kleinkind Jim Morrison kennenlernte. Der spätere Sänger der Doors war ebenfalls das Kind eines hochrangigen Marineangehörigen und wurde im selben Marinekindergarten wie Gail betreut.(S. 148ff, 178f)
1959 zog die Familie nach London. Gail besuchte dort eine Mädchenschule. Mit 17 verließ sie die elterliche Wohnung und arbeitete eine Zeit lang als Sekretärin im „Office of Naval Research and Development“. Über ihre Freundin Anya Butler, mit der sie zusammenwohnte, bekam sie Kontakt mit der auflebenden Londoner Musikszene. Als ihre Familie 1965 wieder nach New York zog, begann Gail dort ein Studium am „Fashion Institute of Technology“. Außerdem knüpfte sie Kontakte zur dortigen Musikszene, wurde Roadie von Emmaretta Marx, der damaligen Leadsängerin von Al Koopers Band Blues Project. Mit Anya Butler, die ebenfalls nach New York gekommen war, zog sie schließlich nach Los Angeles.(S. 148ff)
Schon nach kurzer Zeit machten die beiden jungen Frauen Bekanntschaft mit den Beach Boys und den Byrds – Gail war verbandelt mit Brian Wilson von den Beach Boys, Anya heiratete Chris Hillman von den Byrds. Gail war zu dieser Zeit als Assistentin von Elmer Valentine tätig, dem Gründer und Mitbesitzer der Musikclubs The Trip, The Roxy und Whisky A Go-Go. Die engen Kontakte zur Musikszene in Los Angeles führten unter anderem dazu, dass Gail, die kurzzeitig mit Kim Fowley liiert war, mit diesem eine Single aufnahm: Das Stück America’s Sweethearts von Bunny and Bear (Gail war Bear) war kein Erfolg.(S. 148ff)
Bei einem Zusammentreffen auf dem Flugplatz von Los Angeles lernte Gail im Juli 1966 Frank Zappa kennen. Für beide war die Begegnung Liebe auf den ersten Blick. Einige Wochen später zog Gail in Franks Haus am Kirkwood Drive ein. Sie heirateten im September 1967 im New Yorker Rathaus – kurz bevor Zappa sich mit seiner Gruppe The Mothers of Invention zu deren erster Europatournee aufmachte. Noch während die Band in Skandinavien unterwegs war, wurde Tochter Moon 1967 geboren. Es folgten die Söhne Dweezil (1969) und Ahmet (1974) und die Tochter Diva (1979).(S. 34f) (S. 152, 184) (S. 89) 

## Beruflicher Werdegang
In den ersten 17 Jahren waren die Rollen innerhalb der Ehe nach traditionellem Muster verteilt: Frank kümmerte sich um seine Musik (und damit um den Broterwerb), Gail kümmerte sich um Haushalt und Kinder. Das änderte sich 1984 schlagartig: Zappas damaliges Management war in erhebliche finanzielle Schwierigkeiten geraten, was Zappa bewog, dessen Verträge zu kündigen. Seither lag die Geschäftsführung sämtlicher Aktivitäten Frank Zappas in Gails Händen. „Ich bin wirklich ins eiskalte Wasser gesprungen“, sagte sie über diese Zeit.(S. 381) Wie ernst sie die neue Aufgabe nahm, beschrieb ihr Ehemann in seiner Autobiografie: „Gail kocht vielleicht ein- und zweimal im Monat – ansonsten hängt sie am Telefon und führt die Geschäfte.“(S. 286)
Später wurde Gail Zappa Präsidentin des Zappa Family Trusts, der als Dachorganisation treuhänderisch sämtliche Zappa-Unternehmungen sowie den umfangreichen Nachlass Frank Zappas verwaltet. Für Außenstehende am deutlichsten erkennbar wurde ihre Tätigkeit auf den Covers der nach dem Tod ihres Gatten erschienenen Zappa-Alben. In den Liner Notes erscheint ihr Name regelmäßig in einer oder mehreren der folgenden Funktionen: Autorin der Liner Notes, Artdirektorin und Gestalterin des Coverkonzeptes, geschäftsführende Produzentin und Musikproduzentin.
„Mein Job ist es, die Absicht des Komponisten zu schützen“, beschrieb sie 2002, worin sie nach dem Tod ihres Ehemannes ihre vorrangige Aufgabe sah. Sie versuchte stets, Aktivitäten Dritter, die aus ihrer Sicht mit diesem Leitgedanken nicht in Einklang zu bringen waren, mit rechtlichen Mitteln zu unterbinden. Ende 2007 wurde bekannt, dass Anwälte des Zappa Family Trusts gegen mehrere überregional tätige Zappa-Coverbands und gegen die Organisatoren des deutschen Zappanale-Festivals in Bad Doberan vorgehen. Für Schlagzeilen in der deutschen Presse sorgte im Juni 2008 eine mündliche Verhandlung vor dem Landgericht Düsseldorf in Sachen Zappa Family Trust gegen Zappanale. Am 21. Januar 2009 wies das Gericht die Klage ab.

## Mitwirkung an Projekten
Über ihr Wirken als Managerin hinaus war Gail Zappa zu Lebzeiten Frank Zappas in unterschiedlicher Weise an einigen seiner Projekte beteiligt. So ist sie in dem Film Uncle Meat (1987) und in den Videoproduktionen Video From Hell (1987) und The True Story Of 200 Motels (1989) zu sehen. Auf dem frühen Zappa-Album Lumpy Gravy (1968) ist ihre Stimme in einer kurzen Vokalpassage zu hören. Für die Plattenhüllen der Alben Zappa In New York (1978) und Sheik Yerbouti (1979) wurden Fotos verwendet, die sie aufgenommen hatte. Außerdem steuerte sie Vokalbeiträge für das Album Havin' A Bad Day (1986) ihres Sohnes Dweezil sowie für Gene Simmons’ Album ***hole (2004) bei.
Im Jahr 1995 wurden Gail und Frank Zappa für die Gestaltung der Plattenhülle des Albums Civilization Phaze III mit einem Grammy ausgezeichnet.

## Tod
Gail Zappa starb am 7. Oktober 2015 nach langem Kampf an Lungenkrebs. Sie wurde auf dem Friedhof Westwood Village Memorial Park Cemetery in Los Angeles beigesetzt.